# 索班斯基宮

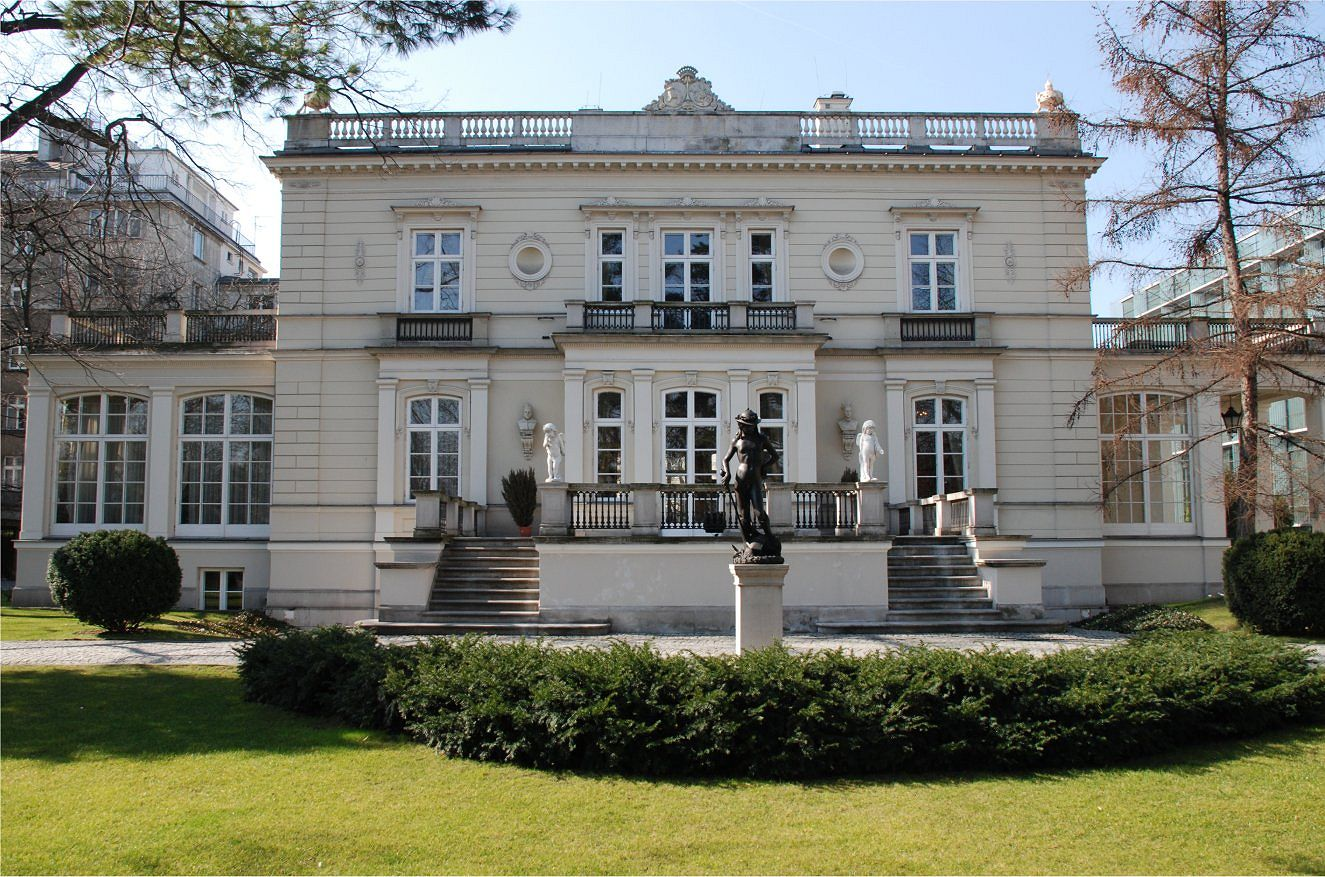
索班斯基宮

索班斯基宮（Pałac Sobiańskich w Warszawie）是波蘭首都華沙的一座歷史建築，位於烏亞茲多夫大道。這座修建修建於1876年，設計者是波蘭建築師Leandro Marconi。在共產主義政權時期，這座建築是國民團結前線黨的總部。